# Felsing (Uhrmacher)

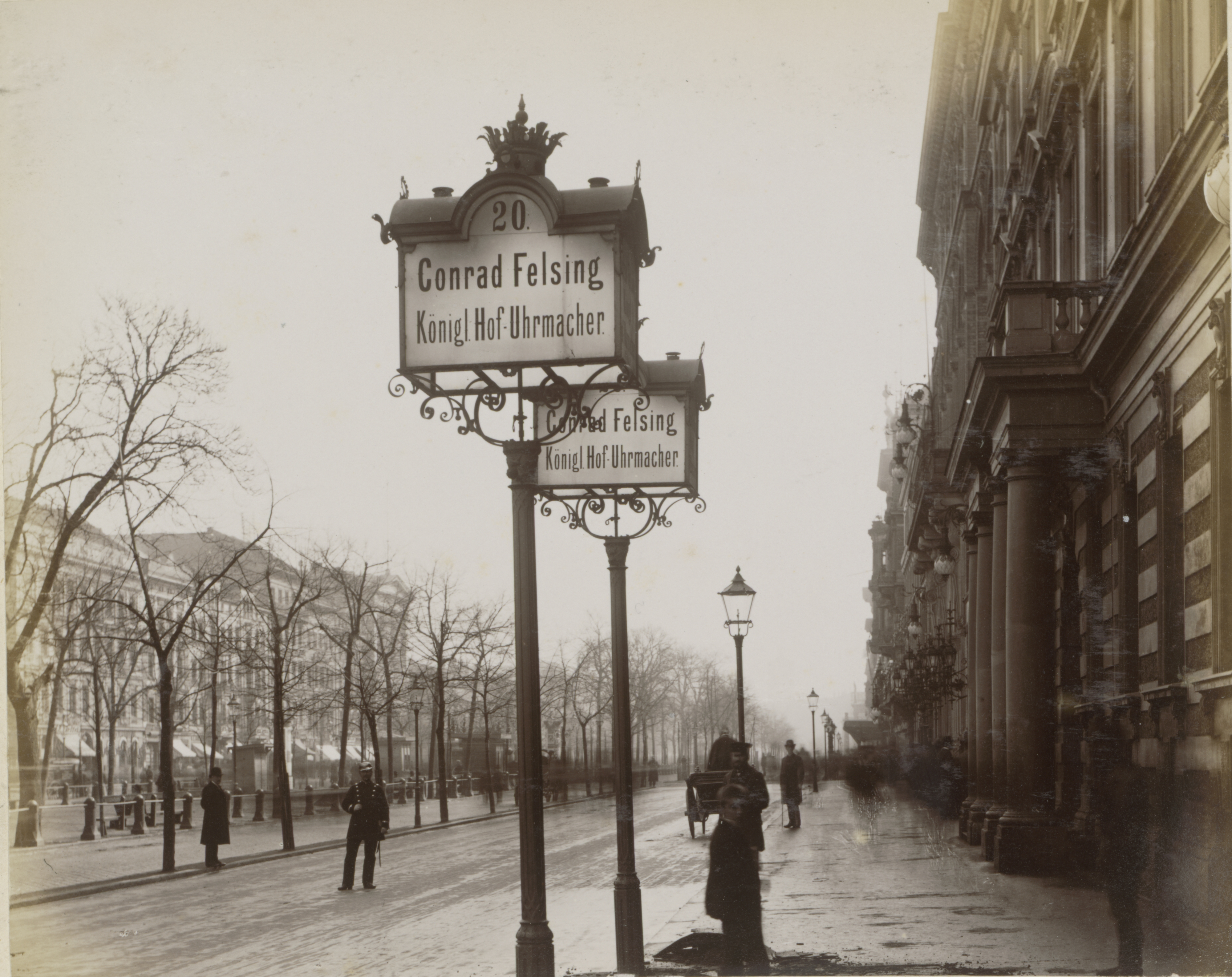
Königlicher Hof-Uhrmacher Conrad Felsing in Berlin, Unter den Linden 20, aufgenommen zwischen 1886 und 1892

Das Unternehmen Conrad Felsing war ein traditionsreicher Uhrenhandel in Berlin und wurde 1820 von Johann Conrad Felsing gegründet.

## Geschichte
Johann Conrad Felsing (um 1800–1870)

Conrad Felsing stammte aus einer Uhrmacherfamilie, die seit 1733 im Schwarzwald tätig war. Er wurde um 1800 in Gießen/Hessen geboren. Sein eigentlicher Geburtsname lautete „Völtzing“. Er änderte seinen Namen in Felsing und eröffnete am 15. Juli 1820 sein Berliner Uhrenfachgeschäft in der Brüderstraße 20 1847 wurde Felsing Mitglied der Berliner Uhrmacher-Innung, Prüfungskommissar zur Beurteilung von Meisterprüfungsarbeiten und 1850 Obermeister der Innung.
Carl Julius Albert Felsing (1827–1901)

Conrad Felsings Sohn Albert Felsing übernahm 1851 als Uhrmacher und Geschäftsführer die Firma seines Vaters und führte sie unter dessen Namen Conrad Felsing weiter. 1858 wurde das Geschäft in der Schloßfreiheit 1 ansässig. bei dem er acht Schaufenster mit Uhren ausstattete.
1868 verlegte das Unternehmen seinen Sitz in die Prachtstraße Unter den Linden und galt als größtes Uhren- und Musikenlager der Welt. Die Firma zog in das eigene Haus Unter den Linden Nr. 20. Albert Felsing führte zwei Neuerungen ein, die bis dahin für Uhrengeschäfte nicht üblich waren: Er versah alle Uhren mit lesbaren Preisen und verzichtete auf Rollläden oder Jalousien vor den Schaufenstern und Türen des Geschäfts. Seine einzige Sicherheitsmaßnahme bildete die auch nachts eingeschaltete Innenbeleuchtung des Geschäfts. Wahrzeichen war die Weltzeituhr im Schaufenster des Geschäfts, die die Berliner Zeit und auf sechs kleineren Uhren die Zeit der europäischen Hauptstädte angab. Eine in späteren Jahren folgende Weltzeituhr zeigte die Zeit in Berlin und auf acht kleineren Nebenzifferblättern die Zeit in London, New York, San Francisco, Tokio, Bangkok, Karatschi, Teheran und Moskau an.
Albert Felsing vergrößerte das Warenlager und wurde zum Kommissionsrat ernannt. 1877 wurde das Unternehmen Conrad Felsing von Kaiser und Kaiserin als Hoflieferant anerkannt. Albert Felsing wurde Hofjuwelier und Uhrmacher der deutschen Kaiserfamilie. Die Firma Conrad Felsing handelte mit Uhren verschiedener historistischer Stilrichtungen, hergestellt sowohl in vergoldetem Gelbguss als auch in einfacherem Zinkguss, die sie in Deutschland, Frankreich und in der Schweiz bestellte. Die Firma erwarb Uhrrohwerke von Japy Frères, einem französischen Unternehmen für Uhrenrohformen, Uhrwerke und Kleinmetallurgie, Uhrwerke aus den Genfer Uhrenmanufakturen Vacheron Constantin und Patek Philippe. Geschäftsbeziehungen bestanden ebenfalls mit der Genfer Uhrenmanufaktur Alex Hüning, die von der Firma Conrad Felsing verfeinerte Uhrwerke erwarb und Uhrgehäuse der Firma Fiebiger & Hüning (F&H) an Felsing lieferte. Zu ihrem Angebot gehörten ebenfalls Spieldosen und Musikwerke wie Musiktische, Drehorgeln, Harmoniums und sogenannte Singende Vögel. Sie fabrizierte darüber hinaus eigene Uhren und Luxusgüter und gehörte zu den bedeutenden Uhrmacher- und Juweliergeschäften Berlins und dann ganz Deutschlands beziehungsweise des Deutschen Reiches. Bei der Weltausstellung in Philadelphia 1876 war das Unternehmen Conrad Felsing mit einigen Exponaten von Zinkgussreproduktionen, Normaluhren, Regulatoren und Musikwerken beteiligt.
1895 stiftete das Unternehmen die goldene Turmuhr der Kaiser-Wilhelm-Gedächtniskirche. Albert Felsing wurde mit dem Kronenorden IV. Klasse ausgezeichnet. 1896 war das Unternehmen als Aussteller bei der Jubiläumsausstellung der Königlichen Akademie der Künste im Landesausstellungsgebäude in Berlin vertreten. 1897 brachte die Firma Conrad Felsing eine Telephonuhr auf den Markt, die den Teilnehmern während eines Ferngesprächs den Zeitverlauf anzeigte.
Im August 1898 wurde Albert Felsing in den Vorstand des Deutschen Uhrmacher-Bundes gewählt.
Albert Felsing war auch Konzessionär bei der Firma A. Lange & Söhne.
Nach dem Tod Albert Felsings im Jahr 1901 wurde die Firma von Chr. Reimers als Geschäftsführer geleitet. In dieser Zeit gab es für einen Großteil des Warenlagers Absatzschwierigkeiten, da sich allgemein die Mode und der Stil von Inneneinrichtungen verändert hatte.
Willibald Albert Conrad Felsing (1878–1934)

1908 übernahm Willibald Felsing das Geschäft seines verstorbenen Vaters Albert Felsing. Willibald Felsing hatte das Uhrmacherhandwerk nicht erlernt, studierte zunächst Jura und war bei der Übernahme bereits promovierter Jurist. In kurzer Zeit gelang es ihm, aus dem Geschäft einen kaufmännischen Musterbetrieb aufzubauen. Er sonderte trotz damit verbundener Verluste den nicht mehr zeitgemäßen Warenbestand aus, verkleinerte das Warenlager und ließ die Einrichtung der Verkaufsräume modernisieren. Reimers blieb weiterhin für die technischen Betriebsabläufe zuständig. 1919 wurde Willibald Felsing in den Vorstand des Deutschen Uhrmacher-Bundes gewählt. Nach der Gründung des Zentralverbandes der Deutschen Uhrmacher (Einheitsverband) im Jahr 1920 wurde er zum Ehrensyndikus ernannt, da er die Übernahme eines Vorstandsamtes ablehnte. Willibald Felsing befasste sich vor allem mit Steuer- und Rechtsfragen. 1920 verfasste Felsing einen Leitfaden für das Umsatzsteuerrecht im Uhrmachergewerbe.
Mit der Reichsabgabenordnung vom 13. Dezember 1919 wurde durch deren Sollvorschriften in den §§ 162 bis 164 eine ordnungsmäßige Buchführung auch für Nicht-Vollkaufleute erforderlich.
Willibald Felsing erarbeitete daraufhin ein Buchführungssystem, das den Bedürfnissen der kleineren Gewerbebetriebe insbesondere im Uhrmacherhandwerk entsprach und 1921 veröffentlicht wurde. 1926 gehörte er zu den Gründungsmitgliedern des Fachausschusses für Edelmetalle einschließlich Edelsteine, Perlen und Uhren an der Industrie- und Handelskammer Berlin. Seine juristischen Kenntnisse befähigten ihn, für die Interessenverbände der Uhrenfabrikanten, Uhrengrossisten, Uhrmacher und Juweliere tätig zu werden, die ihn zum Bevollmächtigten der Preisschutz-Kommission wählten. In den Folgejahren verfasste er mehrere Aufsätze zu Steuer- und Wirtschaftsfragen, die in der Deutschen Uhrmacher-Zeitung erschienen. Im Sommer 1927 eröffnete die Firma Conrad Felsing ein zweites Geschäft am Kurfürstendamm 33 (Ecke Uhlandstraße), da sich der Verkehrs- und Käuferstrom zunehmend nach dem Berliner Westen verlagert hatte. Das Wahrzeichen der Firma an der gut beleuchteten Außenfront des neuen Geschäftes war eine Weltzeituhr, bei der sich die Namen der Orte New York, Buenos Aires, Pernambuco, Lissabon, Moskau, Teheran und Kalkutta auf dem 60 cm × 60 cm großen Ziffernblatt automatisch mit dem Zeigerkreislauf fortbewegten. Im Herbst 1927 wurde ein drittes Geschäft am Kaiserdamm 38 eröffnet. Im April 1932 wurde das Uhren-Fachgeschäft Conrad Felsing als Gesellschaft mit beschränkter Haftung in das Berliner Handelsregister eingetragen. Als Geschäftsführer wurde Willibald Felsing bestellt. Der Gesellschaftsvertrag wurde am 15. März 1932 abgeschlossen. Das Stammkapital betrug 50.000 RM, wobei das von der Firma Conrad Felsing betriebene Geschäft Unter den Linden 20 sowie die Filialen am Kurfürstendamm 33 und am Kaiserdamm 38 als Sacheinlage mit einem Gesamtwert von 45.000 RM eingebracht wurden.
Nach 1934

Nach dem Tod von Willibald Felsing im Jahr 1934 befand sich die Firma weiterhin im Familienbesitz und wurde als GmbH mit Felsings Witwe Käthe Elisabeth Klara Felsing als Geschäftsführerin fortgeführt. 1936 lautete die Geschäftsadresse Unter den Linden 39. Auch das Zweiggeschäft am Kurfürstendamm 33 wurde beibehalten. Das Geschäft am Kaiserdamm wurde nach einiger Zeit aufgegeben. Im November 1937 wurde Fedor Lepper zum Geschäftsführer bestellt. Käthe Elisabeth Klara Felsing war seit Januar 1938 nicht mehr Geschäftsführerin der Conrad Felsing GmbH. 1941 würdigten Artikel in den Zeitschriften Die Uhrmacher-Woche und Die Uhrmacherkunst noch einmal das Unternehmen und seine Entwicklung. Unter Leppers Leitung wurden in der Werkstatt Lehrlinge ausgebildet und eine Fachbücherei für die Schulung und Weiterbildung der Werkstattmitarbeiter angelegt. Darüber hinaus wurde eine spezielle Reglage-Abteilung eingerichtet. Diese wurde mit einem binokularen Mikroskop sowie einer Kältetruhe und einem Wärmeschrank für eine genaue Temperatur-Reglage ausgerüstet, die bei Neuanfertigung und Reparatur beispielsweise von Fliegeruhren erforderlich wurde.
Nach 1945

Am Ende des Zweiten Weltkriegs war die Straße Unter den Linden völlig zerstört und das Haus, in dem sich das Hauptgeschäft der Conrad Felsing GmbH befunden hatte, stark beschädigt. Im Jahr 1946 wurde ein Branchenadressbuch für Berlin erstellt, in dem die bei den Wirtschaftsämtern der Stadt Berlin registrierten Firmen und Industriebetriebe erfasst wurden. Das Uhrenfachgeschäft Conrad Felsing GmbH wurde mit einer eigenen Anzeige unter dem Stichwort Uhren-Handlungen aufgeführt.
Marlene Dietrichs Mutter Josephine kam aus der Familie Felsing. Sie war die um zwei Jahre ältere Schwester von Willibald Felsing und starb am 6. November 1945 in Berlin. Marlene Dietrich wurde als Inhaberin der Conrad Felsing GmbH am 20. Juni 1947 vom Bezirksamt Mitte von Groß-Berlin eine Gewerbeerlaubnis erteilt, einen Einzelhandel mit Uhren, Gold, Silber, Schmuck, Bijouteriewaren und Geschenkartikeln einschließlich deren Reparaturen auszuüben.
Aufgrund einer am 16. Oktober 1947 durch die Alliierte Kommandantur Berlin erlassenen Anordnung zur Erteilung und Versagung der Gewerbeerlaubnis war im Juli 1948 eine Neuregistrierung aller seit 1945 bis zum 31. März 1948 erfolgten Handels- und Gewerbeerlaubnisse und anhand eines Fragebogens eine Nachprüfung vorzunehmen und deren Gültigkeit gegebenenfalls zu widerrufen. Ohne Neuregistrierung verloren alte Gewerbeerlaubnisse automatisch ihre Gültigkeit. Das Uhrenfachgeschäft Conrad Felsing GmbH wurde im Branchenadressbuch 1949 unter dem Stichwort Uhren-Einzelhandel erneut mit einer eigenen Anzeige aufgeführt.
1951 wurde das Uhrenfachgeschäft Conrad Felsing GmbH im Branchenadressbuch unter Uhrmacher (Gold- und Silberwarenhandlungen) mit der bisherigen Adresse Unter den Linden 39 genannt. Noch 1955 war das Uhrenfachgeschäft Conrad Felsing in Berlin in der Friedrichstraße 81 zu finden.
1952 wurde das Uhrenfachgeschäft Conrad Felsing in West-Berlin am Kaiserdamm 117 vom Uhrmachermeister Manfred Gruber als Pächter fortgeführt. 1954 lautete der Name des Uhrenfachgeschäfts Manfred Gruber, vormals Felsing. Der Zusatz vormals Felsing entfiel 1955. Manfred Gruber führte das Uhrenfachgeschäft am Kaiserdamm 117 bis mindestens 1965.
Das Geschäft existiert nicht mehr. Produkte von Felsing werden auch heutzutage noch angeboten.

## Werke in Museen (Auswahl)
- Kleine Reiseuhr (Uhrensammlung Stiftung Stadtmuseum Berlin, Inv. Nr. II 64/560 j), um 1850 (Uhrwerk um 1900), H × B × T = 12,5 cm × 7,3 cm × 4,7 cm, ⌀ 4,2 cm, Messing, Stahl, Zifferblatt Email (Bild).[1]
- Pendule (Uhrensammlung Stiftung Stadtmuseum Berlin, Inv. Nr. KH 98/253 UH), 1865–1875, H × B × T = 46,5 cm × 26 cm × 13,5 cm, Schildpatt, Messing, vergoldete Bronze, Email (Bild).
- Figurenuhr „Friedrich Schiller“ (Stiftung Stadtmuseum Berlin, Inv. Nr. KH 98/57 UH), um 1866, H × B × T = 53 cm × 54 cm × 21 cm, ⌀ 8,2 cm, Alabaster, Zinkguss (galvanisch vergoldet), Messing, Stahl (Bild).[15]